# Saint-Hilaire-de-Court
Saint-Hilaire-de-Court je francouzská obec v departementu Cher v regionu Centre-Val de Loire. V roce 2010 zde žilo 670 obyvatel.

## Vývoj počtu obyvatel
Počet obyvatel 